# バザード
バザード (Buzzard) は18世紀末に活躍したイギリスの競走馬である。馬名は英語でノスリ、ハゲタカの意。

## 経歴
競走馬としてははっきりしないが、1789-1794年の6年間に28勝した記録が残っている。勝ったレースには、クレイヴンステークス2回、ジョッキークラブプレート、そのほかいくつかのプレート、ハンデキャップ、数多くのマッチレースなどがある。この中には、200ギニーを賭けたラダマントゥス (Rhadamanthus) とのマッチレースも含まれている。1794年10月、ヒロイン (Heroine) に対する100ギニーのマッチレースの勝利が最後の競走であった。
種牡馬としては、カストレル (Castrel) 、セリム (Selim) 、ブロンズ (Bronze) 、ルーベンス (Rubens) の4兄弟、クラシックホースであるクイズ (Quiz) などの産駒が知られている。1805年にアメリカのヴァージニア州に輸出されたが当地では成功できず、1811年に24歳で死亡した。
ヘロド (Herod) の父系はほかにフロリゼル (Florizel) 、ハイフライヤー (Highflyer) が有力であったが、カストレルとセリムの父系は1820年代ごろから有力になり、のちにヘロド系の主流となった。現在ヘロド系全体が大きく勢力を落としているが、バザードからセリムを経てトウルビヨン (Tourbillon) へと至る父系がかろうじて継承されている。

## 主な産駒
- カストレル (Castrel) - ザテトラーク (The Tetrarch) などの父系祖先
- セリム (Selim) - 1814年イギリスチャンピオンサイアー。トウルビヨン、グレンコー (Glencoe) などの父系祖先
- ブロンズ (Bronze) - オークス
- ルーベンス (Rubens) - 1815,1821,1822年イギリスチャンピオンサイアー
- クイズ (Quiz) - セントレジャーステークス

## 血統表
| バザードの血統（ウッドペッカー系（ヘロド系） / Cade 3×4=18.5%、Godolphin Arabian 4×5.5=12.5%、Partner 4×5=9.38%、Flying Childers-Bartlet's Childers 5×5.5=9.38%、Fox 5×5=6.25%） | バザードの血統（ウッドペッカー系（ヘロド系） / Cade 3×4=18.5%、Godolphin Arabian 4×5.5=12.5%、Partner 4×5=9.38%、Flying Childers-Bartlet's Childers 5×5.5=9.38%、Fox 5×5=6.25%） | バザードの血統（ウッドペッカー系（ヘロド系） / Cade 3×4=18.5%、Godolphin Arabian 4×5.5=12.5%、Partner 4×5=9.38%、Flying Childers-Bartlet's Childers 5×5.5=9.38%、Fox 5×5=6.25%） | （血統表の出典）                 | （血統表の出典）  |
| 父 Woodpecker 1773年 栗毛 | 父の父Herod 1758年 鹿毛 | Tartar 1743年 栗毛 | Partner                          | Partner           |
| 父 Woodpecker 1773年 栗毛 | 父の父Herod 1758年 鹿毛 | Tartar 1743年 栗毛 | Meliora                          |                   |
| 父 Woodpecker 1773年 栗毛 | 父の父Herod 1758年 鹿毛 | Cypron 1750年 鹿毛 | Blaze                            | Blaze             |
| 父 Woodpecker 1773年 栗毛 | 父の父Herod 1758年 鹿毛 | Cypron 1750年 鹿毛 | Selima                           |                   |
| 父 Woodpecker 1773年 栗毛 | 父の母Miss Ramsden 1755年 鹿毛 | Cade 1734年 鹿毛 | Godolphin Arabian                | Godolphin Arabian |
| 父 Woodpecker 1773年 栗毛 | 父の母Miss Ramsden 1755年 鹿毛 | Cade 1734年 鹿毛 | Roxana                           |                   |
| 父 Woodpecker 1773年 栗毛 | 父の母Miss Ramsden 1755年 鹿毛 | Lonsdale Bay Arabian Mare 1736年 鹿毛 | Lonsdale Arabian                 | Lonsdale Arabian  |
| 父 Woodpecker 1773年 栗毛 | 父の母Miss Ramsden 1755年 鹿毛 | Lonsdale Bay Arabian Mare 1736年 鹿毛 | Bay Bolton Mare                  |                   |
| 母 Misfortune 1775年 青鹿毛 | 母の父Dux 1761年 鹿毛 | Matchem 1748年 鹿毛 | Cade                             | Cade              |
| 母 Misfortune 1775年 青鹿毛 | 母の父Dux 1761年 鹿毛 | Matchem 1748年 鹿毛 | Partner Mare                     |                   |
| 母 Misfortune 1775年 青鹿毛 | 母の父Dux 1761年 鹿毛 | Duchess 1748年 鹿毛 | Whitenose                        | Whitenose         |
| 母 Misfortune 1775年 青鹿毛 | 母の父Dux 1761年 鹿毛 | Duchess 1748年 鹿毛 | Miss Slamerkin                   |                   |
| 母 Misfortune 1775年 青鹿毛 | 母の母Curiosity 1760年 青鹿毛 | Snap 1750年 黒鹿毛 | Snip                             | Snip              |
| 母 Misfortune 1775年 青鹿毛 | 母の母Curiosity 1760年 青鹿毛 | Snap 1750年 黒鹿毛 | Fox Mare                         |                   |
| 母 Misfortune 1775年 青鹿毛 | 母の母Curiosity 1760年 青鹿毛 | Regulus Mare 1749年 鹿毛 | Regulus                          | Regulus           |
| 母 Misfortune 1775年 青鹿毛 | 母の母Curiosity 1760年 青鹿毛 | Regulus Mare 1749年 鹿毛 | Bartlet's Childers Mare F-No.3-a |                   |